# Ołeksandr Saluk (ur. 1978)
Ołeksandr Saluk (ukr. Олександр Салюк, ur. 16 lipca 1978 w Kijowie) – ukraiński kierowca rajdowy. Od 2010 roku jeździ w mistrzostwach świata. W swojej karierze czterokrotnie był mistrzem Ukrainy. Jego ojciec, Ołeksandr Saluk również był kierowcą rajdowym.

## Życiorys
Swój pierwszy większy sukces w karierze rajdowej Saluk osiągnął w 2006 roku, kiedy to wywalczył rajdowe mistrzostwo Ukrainy. Po tytuł mistrzowski w swojej ojczyźnie sięgał także w latach 2007, 2009 oraz 2010.
W kwietniu 2010 zadebiutował w mistrzostwach świata. Pilotowany przez Ołeksandra Moczanowa i jadący Mitsubishi Lancerem Evo IX nie ukończył wówczas Rajdu Turcji. W 2011 roku wystartował w sześciu na siedem rajdów w PWRC. Ostatecznie zajął 8. pozycję w PWRC. Jeden raz stanął na podium, w Rajdzie Australii. Zajął 3. pozycję w PWRC. Z kolei w klasyfikacji generalnej był ósmy i zdobył swoje pierwsze cztery punkty w mistrzostwach świata w karierze.

## Występy w rajdach WRC
| Sezon | Zespół                | Samochód                 | 1       | 2      | 3        | 4        | 5             | 6          | 7        | 8         | 9      | 10      | 11      | 12        | 13              | 14 | 15 | 16 | Punkty | Miejsce |
| ----- | --------------------- | ------------------------ | ------- | ------ | -------- | -------- | ------------- | ---------- | -------- | --------- | ------ | ------- | ------- | --------- | --------------- | -- | -- | -- | ------ | ------- |
| 2010  | Mentos Ascania Racing | Mitsubishi Lancer Evo IX | Szwecja | Meksyk | Jordania | NU       | Nowa Zelandia | Portugalia | Bułgaria | Finlandia | Niemcy | Japonia | Francja | Hiszpania | Wielka Brytania |    |    |    | 0      | -       |
| 2011  | Mentos Ascania Racing | Mitsubishi Lancer Evo IX | 32      | Meksyk | 20       | Jordania | Włochy        | Argentyna  | Grecja   | NU        | Niemcy | 8       | Francja | 30        | 25              |    |    |    | 4      | 24.     |

## Występy w PWRC
| Sezon | Zespół                | Samochód                 | 1     | 2     | 3   | 4      | 5     | 6     | 7     | 8 | 9 | Punkty | Miejsce |
| ----- | --------------------- | ------------------------ | ----- | ----- | --- | ------ | ----- | ----- | ----- | - | - | ------ | ------- |
| 2011  | Mentos Ascania Racing | Mitsubishi Lancer Evo IX | SWE 7 | POR 6 | ARG | FIN NU | AUS 3 | ESP 5 | GBR 8 |   |   | 43     | 8.      |